# Ямельницька сільська рада
Ямельницька сільська рада — колишній орган місцевого самоврядування у Сколівському районі Львівської області. Адміністративний центр — село Ямельниця.

## Загальні відомості
Ямельницька сільська рада утворена в 1940 році. Територією ради протікає річка Стрий.

## Населені пункти
Сільській раді підпорядковані населені пункти:
- с. Ямельниця

## Склад ради
Рада складається з 14 депутатів та голови.

### Керівний склад попередніх скликань
| ПІБ                     | Основні відомості                                                                                        | Дата обрання | Дата звільнення |
| ----------------------- | --- | ------------ | --------------- |
| Марків Зенон Васильович | Сільський голова, 1966 року народження, освіта середня загальна, член Конгресу Українських Націоналістів | 26.03.2006   | 31.10.2010      |
| Марків Зенон Васильович | Сільський голова, 1963 року народження, освіта середня загальна, член Конгресу Українських Націоналістів | 31.10.2010   |                 |

Примітка: таблиця складена за даними джерела

## Населення
Згідно з переписом УРСР 1989 року чисельність наявного населення сільської ради становила 683 особи, з яких 336 чоловіків та 347 жінок.
За переписом населення України 2001 року в сільській раді мешкало 539 осіб.

### Мова
Розподіл населення за рідною мовою за даними перепису 2001 року:
| Мова       | Відсоток |
| ---------- | -------- |
| українська | 99,82 %  |
| російська  | 0,18 %   |